# Capillaire sanguin
 (avril 2020).
Si vous disposez d'ouvrages ou d'articles de référence ou si vous connaissez des sites web de qualité traitant du thème abordé ici, merci de compléter l'article en donnant les références utiles à sa vérifiabilité et en les liant à la section « Notes et références ».
Pour les articles homonymes, voir capillaire.

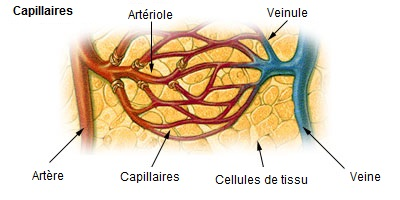
Réseau capillaire connectant le système artériel (à gauche, en rouge) et le réseau veineux (à droite, en bleu). On distingue en orange les cellules.

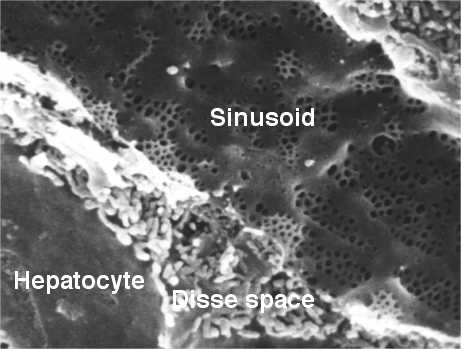
Vue au microscope électronique d'une coupe longitudinale d'un capillaire sanguin sinusoïde (de foie de rat) avec les cellules endothéliales fenêtrées (percées de trous). Les fenestrae ont un diamètre d'environ 100 nm, et la largeur de la lumière du capillaire sinusoïdal est ici d'environ 5 microns.

Les capillaires sont les plus fins et plus petits vaisseaux sanguins qui existent chez les vertébrés.

Ils relient les veinules aux artérioles, fermant la boucle du réseau de la circulation sanguine ; 

ils sont agencés en réseaux arborescents dits « lits capillaires ». Ils constituent la partie du système sanguin artériel où la pression est la plus faible. Ces réseaux sont en constante réorganisation.
On les qualifie de « capillaires » par analogie avec les cheveux, du fait de leur extrême finesse, mais leur diamètre (diamètre de 8 à 10 µm) est bien plus fin que celui d'un cheveu (40  à   100 μm).

## Description
Ils sont connectés aux artères et aux veines, et interagissent de près avec les tissus.

Ce sont les plus petits vaisseaux sanguins de l'organisme. Ils sont plus petits que les veinules et artérioles, elles-mêmes respectivement plus petites que les veines et artères.
Les parois des capillaires sont relativement souples et élastiques (structurées par quelques fines fibres de collagène) bien que très fragiles : elles ne sont composés que d'une monocouche de cellules — l'endothélium — entourée d'une simple et fine membrane basale qui jouent un rôle barrière important, notamment lors de la diapédèse. Les cellules endothéliales de la paroi de la plupart des capillaires sont jointives et équipées d'un dispositif de communication (le desmosome) permettant une propagation de l'information aux cellules adjacentes.
On distingue trois types de capillaires sanguins :
1. Les capillaires continus : leurs cellules endothéliales sont jointives. Elles forment un revêtement uni et ininterrompu. On les trouve dans les muscles squelettiques, les muscles lisses, les tissus conjonctifs, les poumons. Ils sont parfois enveloppés de péricytes dont le cytoplasme possède des protéines contractiles permettant une contractilité du vaisseau.
2. Les capillaires fenestrés : leur endothélium est percé de « micro-pores » (pores de diamètre 70 nm environ), ce qui rend ces capillaires très perméables aux liquides. On les trouve effectivement là où des transferts de liquides sont nécessaires, dans les organes impliqués dans la filtration ou des échanges de molécules : villosités de l'intestin grêle, glomérules rénaux, glandes endocrines, plexus choroïdes des ventricules cérébraux, procès ciliaires des yeux…
3. Les capillaires sinusoïdes : leur diamètre est le triple de ceux des autres capillaires. Leur paroi est inégale (et parfois absente), non linéaire avec parfois des espaces importants entre les cellules endothéliales (pores de 1  à   3 μm). Leur cohésion est assurée par les tissus environnants. Ces capillaires sont donc les plus perméables aux liquides et aux macromolécules. Ils sont présents dans le foie, la rate, les os et certaines glandes endocrines. On y voit aussi des macrophages qui phagocytent, pour les éliminer, les érythrocytes sénéscents ou des bactéries qui auraient pu franchir la barrière cutanée ou une muqueuse.
Ces capillaires ont une forme et structure qui favorisent les transferts de macromolécules organiques du sang vasculaire vers le liquide du compartiment interstitiel des tissus (et inversement). On les trouve dans le foie, la rate, l'adénohypophyse, les glandes parathyroïdes, la moelle osseuse rouge.

## Fonctions
Ils fournissent aux cellules les nutriments (glucose et autres) et le dioxygène. Ils captent les produits de l'anabolisme et le CO2 et permettent le captage du dioxygène par l'hémoglobine ainsi que le départ du CO2 dans les alvéoles pulmonaires. 
Les cellules endothéliales du capillaire jouent aussi un rôle dans la réponse immunitaire
Les capillaires produisent deux  réseaux fonctionnels particuliers :
- les réseaux admirables ; ce sont des réseaux capillaires formés entre deux vaisseaux de même nature (veineux ou artériels) ;
- les systèmes portes : Ils sont formés par un vaisseau (artère ou veine) compris entre deux réseaux capillaires dont un est admirable ; il comprend donc un réseau capillaire de type habituel (artério-veineux) associé à un réseau capillaire uniquement artériel ou veineux. Le cas du rein est plus classique : le vaisseau du système porte est une artère (« système porte à haute pression ») et son premier réseau glomérulaire est admirable. Sinon, il peut s'agir d'un vaisseau veineux (« système porte à basse pression ») comme pour le cas de la circulation entéro-hépatique (intestin : premier réseau ; veine porte ; foie : second réseau admirable). Le système porte de l'adéno-hypophyse est du même type ;
- le tissu érectile ; Dans ce tissu, les capillaires sont très nombreux et irriguent un complexe de tissu conjonctif et de cellules musculaires. Ils ont une paroi semblable à celle des capillaires continus, mais ils sont caractérisés par une lumière (espace libre dans le vaisseau) très irrégulière, sinueuse (on parle de « sinus vasculaires »). 
Les artères (dites  « hélicines ») qui les irriguent ont une paroi épaisse et sont très sinueuses (au repos). La turgescence (qui produit l'érection) est induite par la dilatation des artères hélicines et de leurs artérioles, à la suite d'une commande nerveuse (parasympathique) : remplissage des capillaires qui compressent le système veineux en freinant le retour du sang vers le cœur. Ce phénomène est amplifié par la fermeture de « dispositifs de bloc » implantés dans le système veineux local, avec participation des muscles du périnée.

## Répartition dans l'organisme
Les capillaires se retrouvent presque partout dans l'organisme et leur longueur cumulée est approximativement de 9 000 à 19 000 km (et non pas 100 000 kilomètres comme il est souvent écrit).
Les tissus les plus richement vascularisés par des capillaires sont ceux des muscles, du foie, des reins, des poumons et du système nerveux. Au contraire, ceux qui sont les moins vascularisés sont les tendons, les ligaments, les os et les cartilages.
Les capillaires sont absents de certains tissus comme l'épiderme ou la cornée de l'œil.

## Perméabilité et échanges capillaires
Leur paroi  est si fine  que les molécules d'oxygène, d'eau et même certains  lipides peuvent la traverser par diffusion entre les tissus. 
Les déchets métaboliques tels que le dioxyde de carbone et l'urée peuvent diffuser dans le sang pour être emportés vers les reins et le foie qui détoxifieront le sang. 
La perméabilité capillaire peut être augmentée par la libération de certaines cytokines  et  certains capillaires situés juste en aval de l'artériole sont entourés de sphincters qui par compression du capillaire régulent les débits de sang dans le « lit capillaire », selon les besoins signalés par les cellules de l'organe desservi (via des messagers chimiques).
L'endothélium participe aussi d'une autre manière activement aux transferts d'éléments nutritifs, d'hormones, de globules blancs et d'autres substances : les grosses molécules ne peuvent pas traverser la paroi des capillaires par diffusion dans les cellules endothéliales. Parfois, des vésicules contenues dans la membrane capillaire sont utilisées comme véhicules — enfermement de la molécule par endocytose et relargage par exocytose — le sang et les tissus et réciproquement. 